# Gé Bohlander
Gérard Bohlander, detto Gé (Amsterdam, 5 novembre 1895 – Kelpen, 18 dicembre 1940), è stato un pallanuotista olandese.
Faceva parte della squadra dei Paesi Bassi che ha partecipato ai Giochi di Anversa 1920 e di Parigi 1924, quest'ultimi disputati assieme al fratello Willy.